# نغوين منه هاي
نغوين منه هاي هو لاعب كرة قدم فيتنامي في مركز الدفاع، ولد في 9 يناير 1994 في فيتنام. لعب مع نادي هانوي.

## وصلات خارجية
- نغوين منه هاي على موقع قاعدة بيانات كرة القدم.إي يو (الإنجليزية)
- نغوين منه هاي على موقع Soccerway.com (الإنجليزية)